# سرطانة الخلية الكلوية الجريبية شبيهة الدرقية
سرطانة الخلية الكلوية الجريبية شبيهة الدرقية (بالإنجليزية: Thyroid-like follicular renal cell carcinoma)‏ هو نوع فرعي نادر من سرطانة الخلية الكلوية.